# Anu (bohyně)

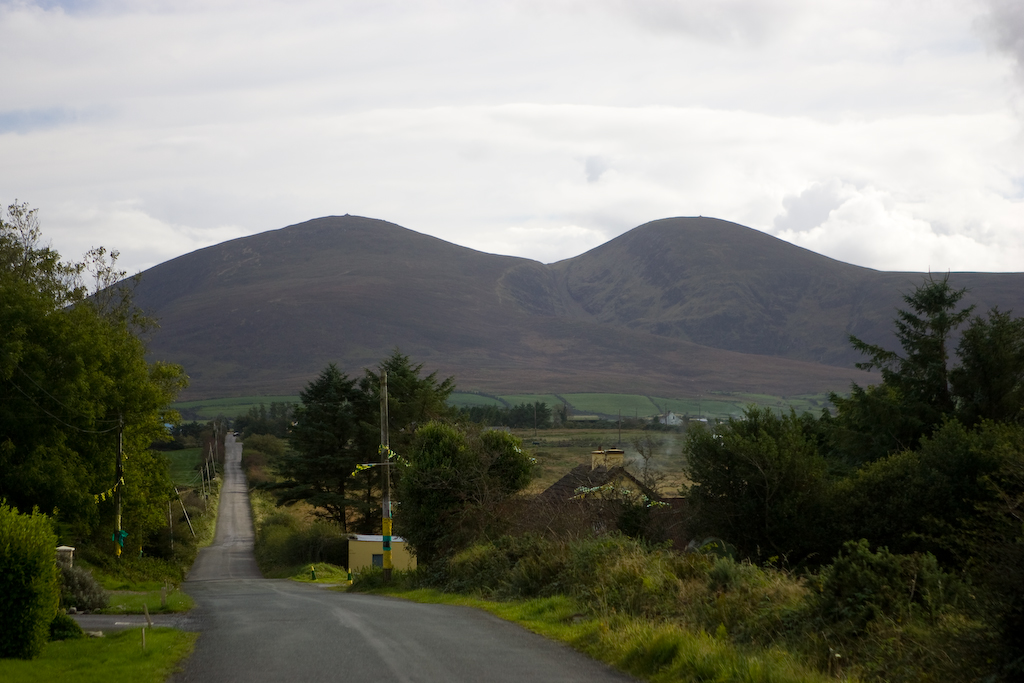
Dá Chích Anann „Prsy Anu“, hrabství Kerry

Anu či Ana je irská bohyně, kterou Cormakův glosář, irský encyklopedický slovník, z 10. století zmiňuje jako matku irských bohů, které dobře krmila a jejímž prsy jsou Dá Chích Anann „Prsy Anu“, dva kopce v historické provincii Munster. Ačkoliv jí Cormac přisuzuje tak významnou pozici, jako je matka bohů, její jméno není v jiných pramenech zmiňováno. James McKillop a Mark Williams považují její ztotožnění s hypotetickou Danu za problematické a navrhují ji chápat jako lokální bohyni Munsteru. McKillop Anu srovnává s bohyněmi řek a pramenů římské Galie jako Dea Matrona (Marna), Dea Sequana (Seina) nebo Souconna (Saôna). Michael Clarke ji dokonce považuje za učenou literární fikci inspirovanou maloasijskou Kybelé.